# Hina Maeda
Hina Maeda (jap. 前田妃奈, ur. 12 września 2002 w prefekturze Osaka) – japońska skrzypaczka, laureatka XVI. Międzynarodowego Konkursu Skrzypcowego im. Henryka Wieniawskiego (2022).

## Życiorys
Rozpoczęła naukę gry na skrzypcach w wieku 4 lat. Występuje jako solistka od 11. roku życia. W 2016 roku uzyskała trzyletnie stypendium Yamaha Music Foundation oraz 48. stypendium Ezoe Memorial Recruit Foundation. 
Kształciła się w Tokyo College of Music oraz Soai Junior Conservatory of Music, następnie w 2018 roku rozpoczęła naukę w Tokyo College of Music. Uczyła się u: Atsuko Inoue, Etsuyo Maedy, Machie Oguri, Kōichirō Harady i Mayuko Kamio. Występowała jako solistka m.in. z Orkiestrą Filharmonii w Osace.

## Nagrody
- XVI Kloster Schöntal Violin Competition[4] (2015) – I miejsce, Virtuoso Prize i Sponsorship Prize[2]
- 88. Music Competition of Japan(inne języki) (2019) – II miejsce i nagroda publiczności[2] (nagroda Iwatani[3])
- Tokyo Music Competition (2020) – I miejsce i nagroda publiczności[2]
- artystka Chanel Pygmalion Days (2020, 2021, 2022)[5]
- XVI. Międzynarodowy Konkurs Skrzypcowy im. Henryka Wieniawskiego – I nagroda[1]